# Jardin de l'Éden
Pour plus de détails, voir Fiche technique et Distribution.
Jardin de l'Éden (Garden of Eden) est le premier film nudiste en couleurs. Il est réalisé par Max Nosseck et sort aux États-Unis en 1954.
Certaines scènes en plein air ont été tournées au centre naturiste familial de Lake Como, à Lutz, en Floride.
Karen Sue Trent a environ sept ans quand elle joue ici le rôle de Joan. Quatre ans plus tard, elle jouera le rôle de Penny Woods dans 14 épisodes de la série Leave it to Beaver.

## Synopsis
Jay Randolph Lattimore est un homme d'affaires qui vit sur la côte atlantique. Il vient d'approuver le plan du nouveau gymnase dont il a prévu de faire don. Il discute avec son avocat et un associé de ce que vient de lui annoncer sa belle-fille. Le fils de Jay, Tom, a épousé Susan et ils ont eu voici six ans une fille, Joan. Depuis que Tom a été tué à la guerre, Susan et Joan vivaient chez Jay, mais Susan vient de lui annoncer qu'elles allaient, toutes les deux aller vivre à Miami, où elle compte pouvoir reprendre son métier de mannequin.
Lattimore clame qu'il ne les laissera pas partir, mais peu après les regarde dire au revoir à la femme de ménage et s'en aller. 
Alors qu'elles approchent Tampa de bon matin, la voiture de Susan tombe en panne dans une zone perdue. 
Heureusement, un autre conducteur, Johnny Patterson, s'arrête et tente de réparer la panne mais trouver un mécanicien professionnel et un garage se révèlent vite nécessaires.
Susan et Joan vont se reposer en attendant que les garages ouvrent dans la station Garden of Eden voisine. Johnny les installe dans une chambre de la station membres only, et repart pour s'occuper de la voiture. Il  ne parvient pas à informer Susan et Joan que ce Garden of Eden est un centre naturiste.
Pendant ce temps-là, Lattimore a reçu les conseils de ses avocats et une patrouille de la Florida Highway Patrol (en) a trouvé la voiture de Susan. Après une courte sieste, Susan jette un coup d'œil par la fenêtre et est bien surprise de voir Joan et d'autres enfants, jouer tout nus. Plusieurs adultes, tout aussi nus, passent aussi sous son regard. Lorsque Johnny revient lui expliquer ce qu'il a entrepris pour faire réparer la voiture, Susan se confie à lui : les enfants sont délicieusement à l'aise sans vêtements, mais elle n'est pas convaincue pour les adultes. Elle décide de rester dans la chambre jusqu'à ce que la voiture soit prête. Elle apprend en retour que Johnny est acteur et qu'il travaille de temps en temps au camp.
Lattimore reçoit un appel téléphonique de la police : Susan et Joan sont en sécurité au Jardin d'Éden, qu'il croit être un motel. 
La réparation de la voiture prendra plusieurs jours. Susan se promène à l'extérieur, habillée, et rencontre quelques résidents nudistes, notamment un metteur en scène de théâtre qui serait prêt à l'employer comme actrice. Un peu plus tard, Joan demande à sa mère si elle ne se sent pas drôle, étant la seule à porter des vêtements.
Un homme du centre, torse nu, s'apprête à faire dans son bateau à moteur un tour du lac du camp, et propose à Susan qu'elle l'accompagne. Après qu'ils ont traversé le lac, Susan demande qu'il l'y laisse. Elle s'allonge et s'endort. Dans son  rêve, elle se déshabille et nage nue dans le lac, Johnny nage vers elle, mais, gênée par leur nudité, elle lui demande de partir. Lorsque Susan se réveille, Johnny est là et l'informe sur l'avancement de la réparation. Elle lui dit que le réalisateur voudrait qu'ils jouent ensemble, ce soir-là, une scène de Roméo et Juliette de Shakespeare.
La représentation théâtrale est en cours lorsque Lattimore arrive à l'entrée du camp, pour ramener Joan à la maison avec lui. Certains résidents le persuadent qu'une nuit de repos lui ferait du bien, et qu'il pourrait reprendre les discussions le matin. Avant d'aller se coucher, Lattimore rend visite à Joan, qui lui dit qu'elle est heureuse là-bas et se demande pourquoi il est si grincheux et fait pleurer sa mère. Tôt le lendemain matin, Lattimore, sorti se balader mais ignorant toujours qu'il est dans un camp nudiste, tombe nez-à-nez avec le metteur en scène, qu'il reconnaît comme un célèbre acteur shakespearien, mais il est stupéfait lorsqu'il voit cet acteur plonger nu dans le lac.
Ayant vu d'autres nudistes, Lattimore appelle son avocat et lui demande de prendre des mesures contre Susan et Joan. L'avocat refuse car, lui aussi, est nudiste.
Plus tard, Lattimore rencontre Johnny et s'excuse pour sa conduite la veille. Après avoir erré dans le camp et observé à quel point tout le monde est détendu, il devient enthousiaste quant au nudisme et décide de devenir membre.
Alors que Susan met Joan au lit, Lattimore vient s'excuser auprès de Susan pour son comportement haineux toutes ces années. Johnny emmène Susan à dîner ; il lui annonce que la baby-sitter de Joan ne peut pas venir, mais que lui, Johnny, a pris les dispositions pour que Lattimore la remplace. Lattimore commence à raconter une histoire à sa petite-fille quand Susan et Johnny les quittent et vont dîner.
Retour au présent. Lattimore finit de raconter sa conversion. C'est au Garden of Eden qu'il compte désormais faire don du gymnase. Entre-temps, Susan et Johnny se sont mariés et répètent une pièce de théâtre. Dans le dernier tableau, tous marchent vers le camp, où ils vont ensemble se baigner nus.

## Fiche technique
- Titre : Jardin de l'Éden
- Titre original : Garden of Eden
- Réalisation : Max Nosseck
- Scénario :  Max Nosseck, Nat Tanchuck
- Musique : Robert McBride (en)
- Photographie : Boris Kaufman, Jorge Stahl Jr.
- Montage : Paul Falkenberg
- Producteurs : Walter Bibo (en), Norval E. Packwood (en)
- Société de production : Excelsior Pictures Corp.
- Durée : 70 minutes
- Dates de sortie :
  - États-Unis : 1er septembre 1954

## Distribution
- Mickey Knox : Johnny Patterson
- Jamie O'Hara : Susan Latimore
- Karen Sue Trent : Joan Latimore
- R. G. Armstrong : J. Randolph Latimore

## Démêlés judiciaires
À la fin des années 1950, Garden of Eden a fait l'objet de l'affaire Excelsior Pictures vs. New York Board of Regents. La cour d'appel fédérale de l'État de New York a statué que la nudité à l'écran n'était pas obscène, et cette décision a ouvert la porte à des représentations cinématographiques plus ouvertes de la nudité.